# Anna’s Retreat
Anna’s Retreat – miasto na Wyspach Dziewiczych Stanów Zjednoczonych; na wyspie Saint Thomas; 7600 mieszkańców (2006). Przemysł spożywczy.